# یوزف کوشتالک

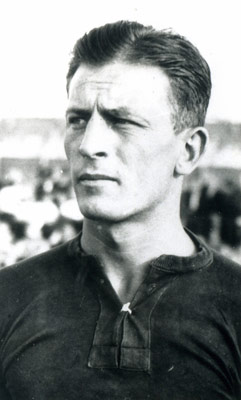
یوزف کوشتالک - ۱۹۳۰

یوزف کوشتالک (چکی: Josef Košťálek؛ ۳۱ اوت ۱۹۰۹ – ۲۱ نوامبر ۱۹۷۱) یک بازیکن فوتبال و مربی فوتبال اهل چکسلواکی بود.

## باشگاهی
از باشگاه‌هایی که در آن بازی کرده‌است می‌توان به باشگاه فوتبال اسپارتا پراگ اشاره کرد.

## تیم ملی
وی سابقه ۴۳ بازی برای تیم ملی فوتبال چکسلواکی را در کارنامه دارد.